# Altes Rathaus (Göttingen)

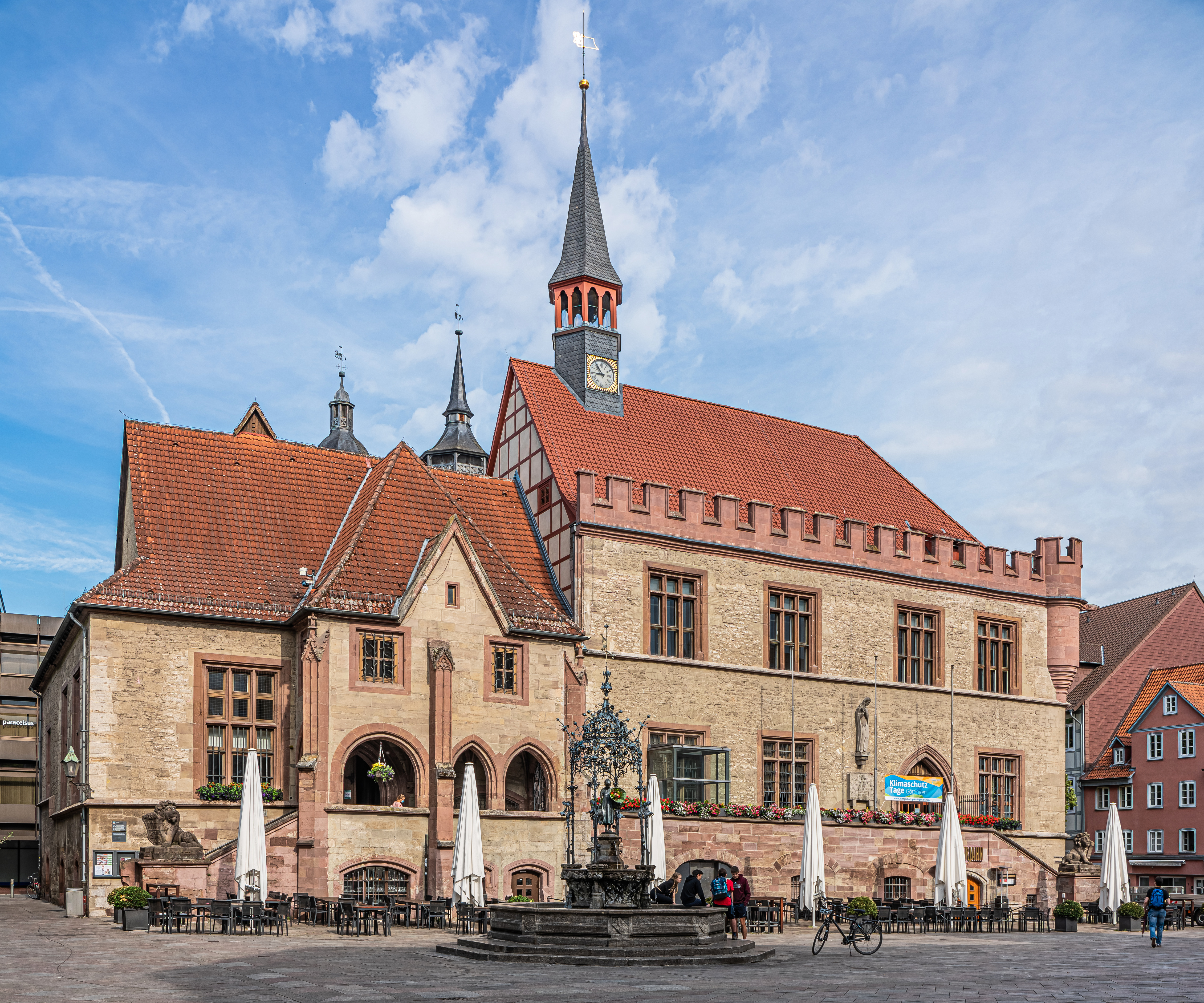
Blick von Südosten auf das Alte Rathaus. Im Vordergrund der Marktplatz mit dem Gänseliesel-Brunnen (2022)

Das Alte Rathaus in Göttingen wurde ab 1270 in mehreren Bauabschnitten errichtet und war bis 1978 Sitz des Rates und der Verwaltung der Stadt Göttingen. Es steht an der Westseite des Marktplatzes inmitten der Altstadt. Heute dient es repräsentativen Zwecken, für Veranstaltungen und Ausstellungen.

## Geschichte

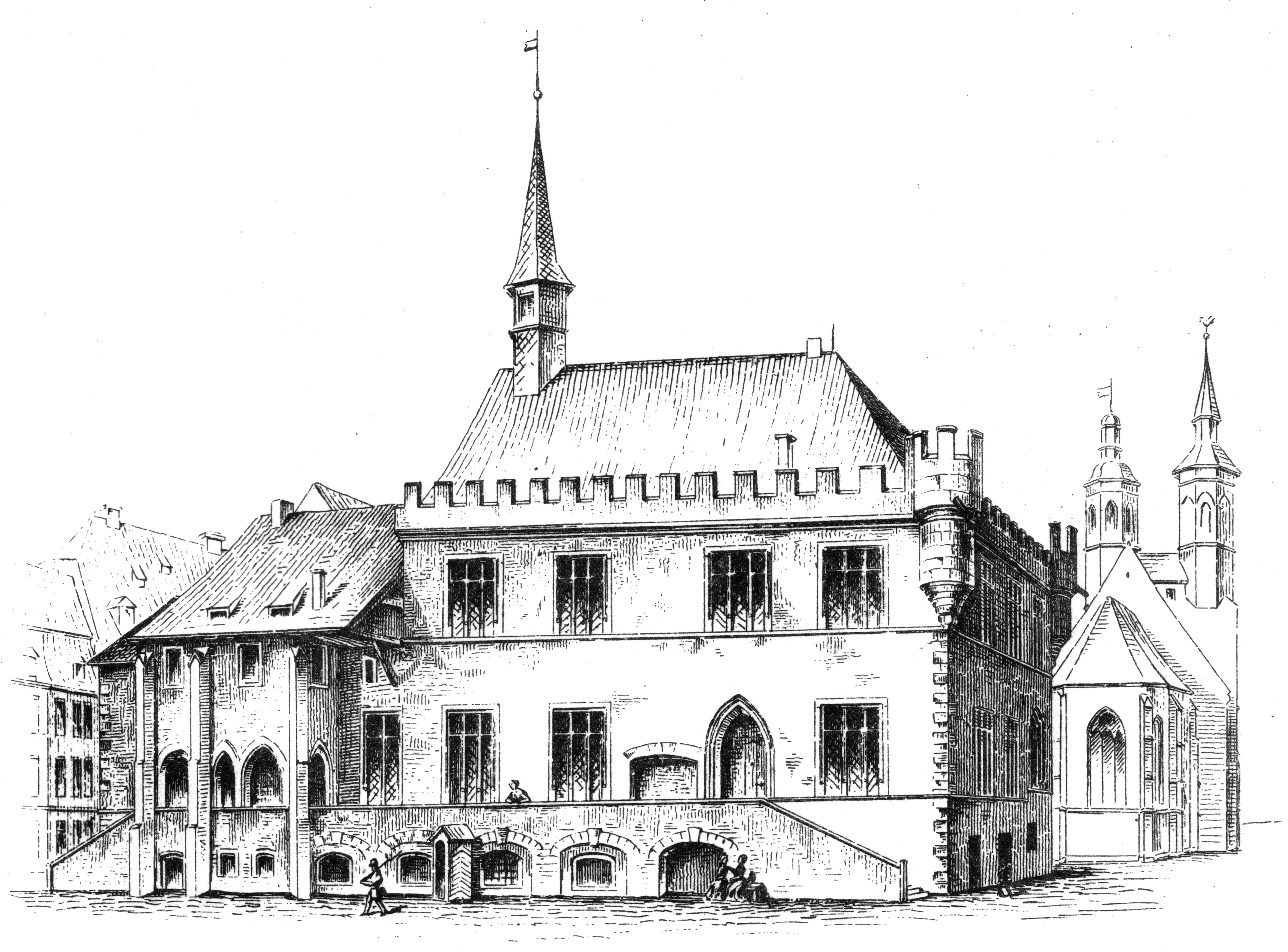
Historische Abbildung von Mithoff, 1869

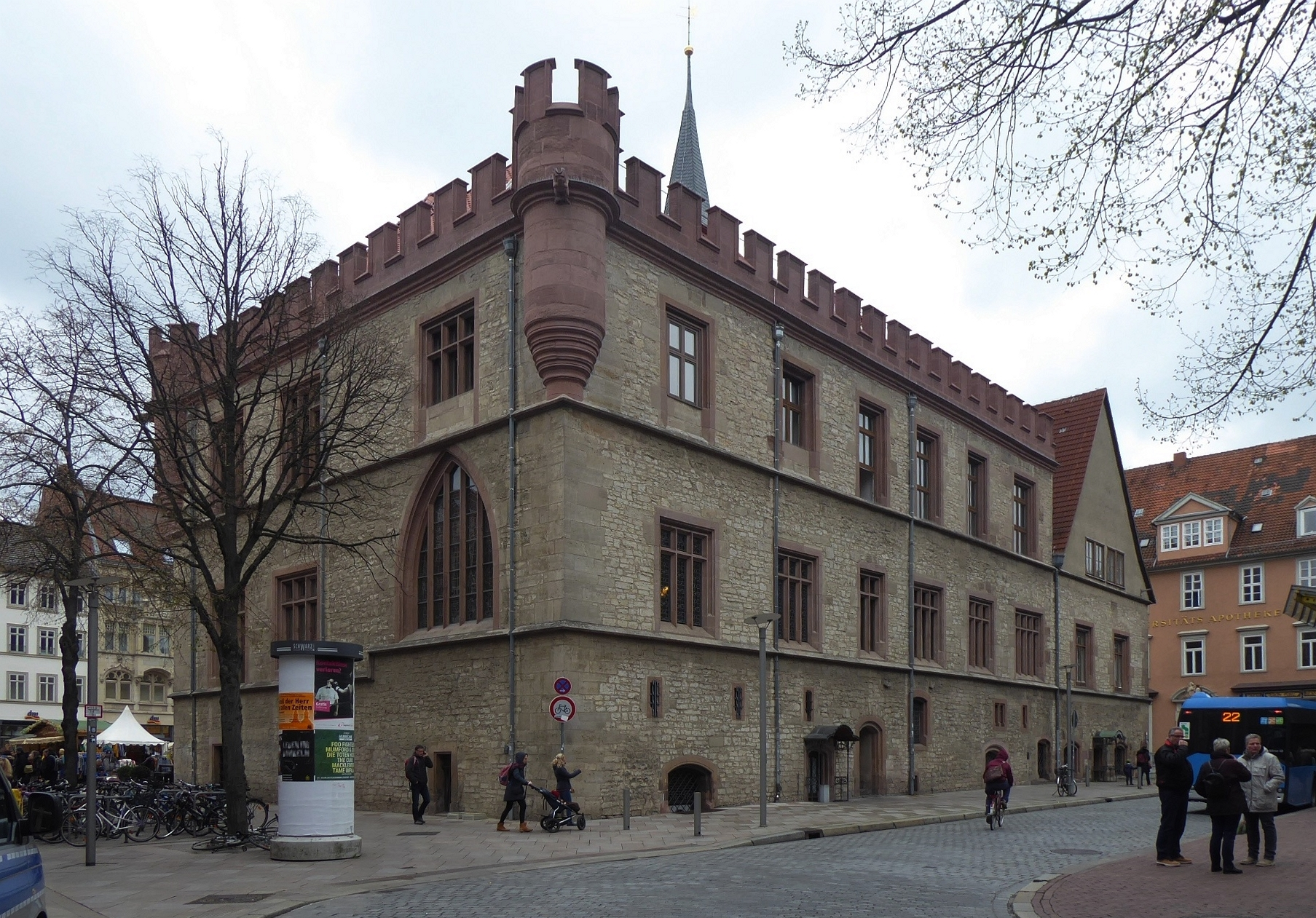
Ansicht von Nordwesten (2019)

Wann genau mit dem Bau des Rathauses begonnen wurde, ist nicht überliefert. Das Stadtrecht wurde Göttingen um 1200 verliehen; ein Rat erstmals 1229 genannt. Die ältesten Bauteile des heutigen Rathauses sind im mittelalterlichen Dachwerk über dem südlichen eingeschossigen Bauteil erhalten: Dendrochronologische Untersuchungen ergaben, dass Bauhölzer des Kernbaus um das Jahr 1270 gefällt wurden; das nördliche Dachwerk konnte entsprechend auf 1370 datiert werden. Man geht davon aus, dass frisch gefällte Bäume früher üblicherweise kurz darauf zum Bau verwendet wurden. In einer Urkunde aus dem Jahre 1344 wird der Rathausbau erstmals als „cophus“ (Kaufhaus) bezeichnet, was zeigt, dass die einflussreiche Kaufmannsgilde das Gebäude ebenfalls für ihre Zwecke nutzte. Auch wurde schon in dieser Zeit der Keller des Gebäudes als „winkeller“ genutzt. Dieser ältere Rathausbau hatte etwa die gleichen Längenausdehnungen wie der heutige; er besaß jedoch eine geringere Tiefe, denn er bestand im Innern nur aus einer Halle. Der Zugang geschah durch ein repräsentatives Portal, von dem sich noch der Türzieher aus der Zeit um 1300 erhalten hat. (Kopie, Original im Städtischen Museum.)
Im letzten Viertel des 14. Jahrhunderts wurde das Rathaus durchgreifend verändert. Im März 1366 genehmigte Herzog Ernst I., der zu dieser Zeit das Fürstentum Göttingen regierte, den Göttinger Bürgern, „dat se moghen buwen, setten, unde maken ore kophus unde rathus to Gottingen in de straten unde over de straten, wur unde wuverne, se willet unde des to rade werdet, unde on dat even unde bequeme is.“ (Übersetzt aus dem Mittelniederdeutschen: „dass sie bauen, setzen und machen dürfen ihr Kaufhaus und Rathaus zu Göttingen an der Straße und auf der Straße, wo und wie sie wollen und beschließen und es ihnen recht und passend ist“). Nach Aussage der Kämmereirechnungen begann der genehmigte Erweiterungs- und Umbau des Rathauses erst mit einer mehrjährigen Verzögerung und einer Grundsteinlegung am 16. April 1369. Die erhaltenen Kämmereibücher dokumentieren genau den Aufwand und Ablauf des Bauprojekts. Um 1370 wurde der nördliche Teil um ein Stockwerk erhöht und das markante abgewalmte Dach errichtet. Gleichzeitig wurden nach Westen zur Johanniskirche hin die Räume einer gewölbten „dorntze“ (auch Dornse; niederdeutsch für „beheizbarer Raum“) als Ratsstube mit einer Heußluftheizung und einer „koken“ bzw. „coquina“ (Küche) angefügt. Der Rat tagte in der bequemeren „dorntze“, die Verhandlungen zwischen Rat und Gilden hingegen fanden in der Küche statt.
Im Zuge der Erweiterung sollte das Rathaus in den folgenden Jahrzehnten auch ein neues stattliches Äußeres erhalten, das allerdings nur im nördlichen Bauteil verwirklicht wurde. Dort teilen zwei umlaufende Gesimsbänder den Baukörper in Sockelgeschoss und die beiden darüber liegenden Stockwerke, deren Fassaden mit breiten Kreuzstockfenstern ausgezeichnet sind. Als besonderer Schmuck diente der obere Fassadenabschluss eines hohen Zinnenkranzes, der an den Ecken turmartig auskragt. Das unvermittelte südliche Ende des Zinnenkranzes und die fehlende Gebäudesymmetrie lassen vermuten, dass diese Gestaltung ursprünglich auch auf den – dazu aufgestockten – südlichen Teil des Rathauses übertragen werden sollte.
Ein architektonisches Schmuckstück ist die vor dem südlichen Rathausteil 1402–1404 über dem Eingang zur Rathaushalle angefügte Rathauslaube. Deren Ziergewölbe (das ein flaches Steinplattendach trägt) und die figürlichen Sandsteinkonsolen stehen unter dem Einfluss parlerischer Kunst.
Im Jahr 1540 erhielten die Innenräume des Rathauses Wandmalereien von dem Göttinger Bürger mit Namen Meister Heinze.
Im Dreißigjährigen Krieg wurde das Gebäude verwüstet, als schwedische und weimarische Truppen unter Wilhelm von Weimar die Stadt für die evangelische Seite zurückeroberten. Die sich verteidigenden kaiserlichen Truppen zogen sich nach der Erstürmung der Stadt kämpfend ins Rathaus zurück und ergaben sich dort erst in der sogenannten Blutkammer. Weil Halle und Erdgeschoss dadurch zerstört waren, wurden in der Folgezeit alle repräsentativen Veranstaltungen in die Räume im Obergeschoss verlegt.
1726 wurde die Fassade im barocken Zeitgeschmack stuckiert, was Johann Georg Gruber in seiner Stadtbeschreibung von 1734 als „ein feines neues Kleid von Gyps und Kalck“ lobte. Nach der Gründung der Georg-August-Universität von 1734 wurde das Gebäude nochmals renoviert und modernisiert.
1882 bis 1886 erfolgte unter Leitung von Stadtbaurat Heinrich Gerber eine umfassende Restaurierung und Modernisierung des Rathauses. Repräsentatives Prunkstück wurde im Innern die Ausmalung durch den Kunstmaler Hermann Schaper aus Hannover. Besonders eindrucksvoll sind die Wandmalereien in der Rathaushalle mit Wappen von Hansestädten und lebhaften Szenen aus der Göttinger Stadtgeschichte; 1903 folgte Schapers Ausstattung des alten Sitzungssaales.
Aufgrund erhöhten Raumbedarfs fand 1897/98 ein großer Architektenwettbewerb zu einem geplanten „Um- und Vollendungsbau des Rathauses zu Göttingen“ statt, doch kam es nicht zur Ausführung, die den ehrwürdigen Altbau erheblich verändert hätte. Eine Lösung des Platzproblems fand man durch den Neubau des nahegelegenen Stadthauses (Gotmarstraße 8, heute Stadtbibliothek), das 1901–1902 nach Entwurf von Stadtbaurat Friedrich Jenner entstand.
Als 1978 das Neue Rathaus am südlichen Altstadtrand fertiggestellt war, zog die Stadtverwaltung dorthin um, und das nunmehr Alte Rathaus konnte nach einer 1978–1982 durchgeführten Restaurierung umgenutzt werden. Der historische Rathausbau dient seither vorwiegend zu repräsentativen Zwecken der Stadt, für Trauungen, Veranstaltungen sowie im Obergeschoss für Ausstellungen. Zwischenzeitlich waren bis 2019 in einigen Erdgeschossräumen auch die Göttingen Tourismus und die Touristeninformation untergebracht. Der größte Teil des gewölbten alten Ratskellers wird als verpachtetes Restaurant genutzt. Am Außenbau wurde 1979–1980 das Dach über der südlichen Laube nach historischen Baubefunden wiederhergestellt und ein spitzer Steingiebel aufgesetzt.
2012 erhielt das Alte Rathaus einen Außenaufzug, um in die Rathaushalle zu gelangen. Die barrierefreie Erschließung ging mit einer Beeinträchtigung der östlichen Schaufassade einher.

## Architektur
Das Alte Rathaus (Adresse: Markt 9) beherrscht den Marktplatz an der Westseite. Dem durch Zinnenkranz und erkerartige Ecktürmchen wehrhaft erscheinenden Baublock aus dünn überschlemmten Kalkbruchstein und Sandsteinquadern ist auf der östlichen Schauseite eine „Rampe“ genannte Bühne mit seitlichen Freitreppen vorgelagert. Trotz mehrfacher Versuche in der langen Baugeschichte, die Gesamterscheinung des Baus zu vereinheitlichen, lassen sich die wichtigsten Phasen der Baugeschichte noch heute am Bau ablesen: Der niedrigere südliche Bauteil ist der ältere Kernbau von 1270, während der höhere nördliche Teil mit dem Zinnenkranz von 1369–1372 ist. Auf der rückwärtigen Westseite befindet sich ein Anbau unter drei abgewalmten Zwerchdächern; hier sind die Ratsstube („dorntze“) sowie südlich die Küche untergebracht.
Der Dachreiter enthält eine Glocke, welche noch im 18. Jahrhundert geläutet wurde, „wann der Magistrat der Burgerschafft etwas publiciren will“.
Das städtische Ehrenmal für Gefallenen des Ersten Weltkriegs an der zum Marktplatz weisenden Ostfassade entstand nach einem künstlerischen Wettbewerb und wurde 1928 durch den Bildhauer Jakob Wilhelm Fehrle aus Schwäbisch Gmünd geschaffen.

Die beiden Wappenlöwen auf den Wangen der Freitreppen stammen von 1795 aus der Werkstatt der Brüder Heyd in Kassel; sie dienten bis 1872 als Pfeilerbekrönung des Groner Tors und wurden später Hauptfiguren des Märchens „Die Traurigen Löwen von Göttingen“.

Galerie: Rathaus-Äußeres
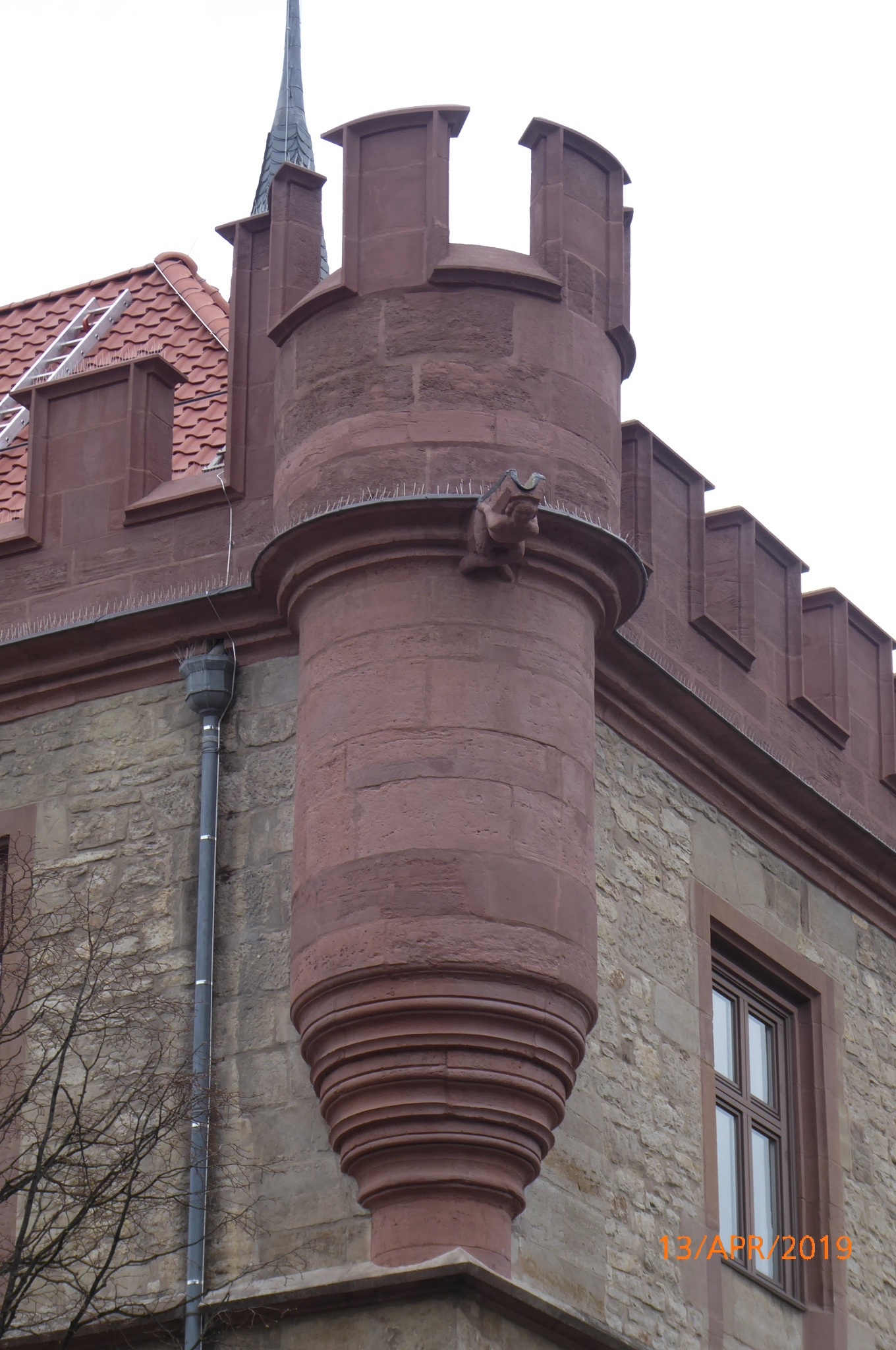
Zinnenkranz und Ecktürmchen (2019)
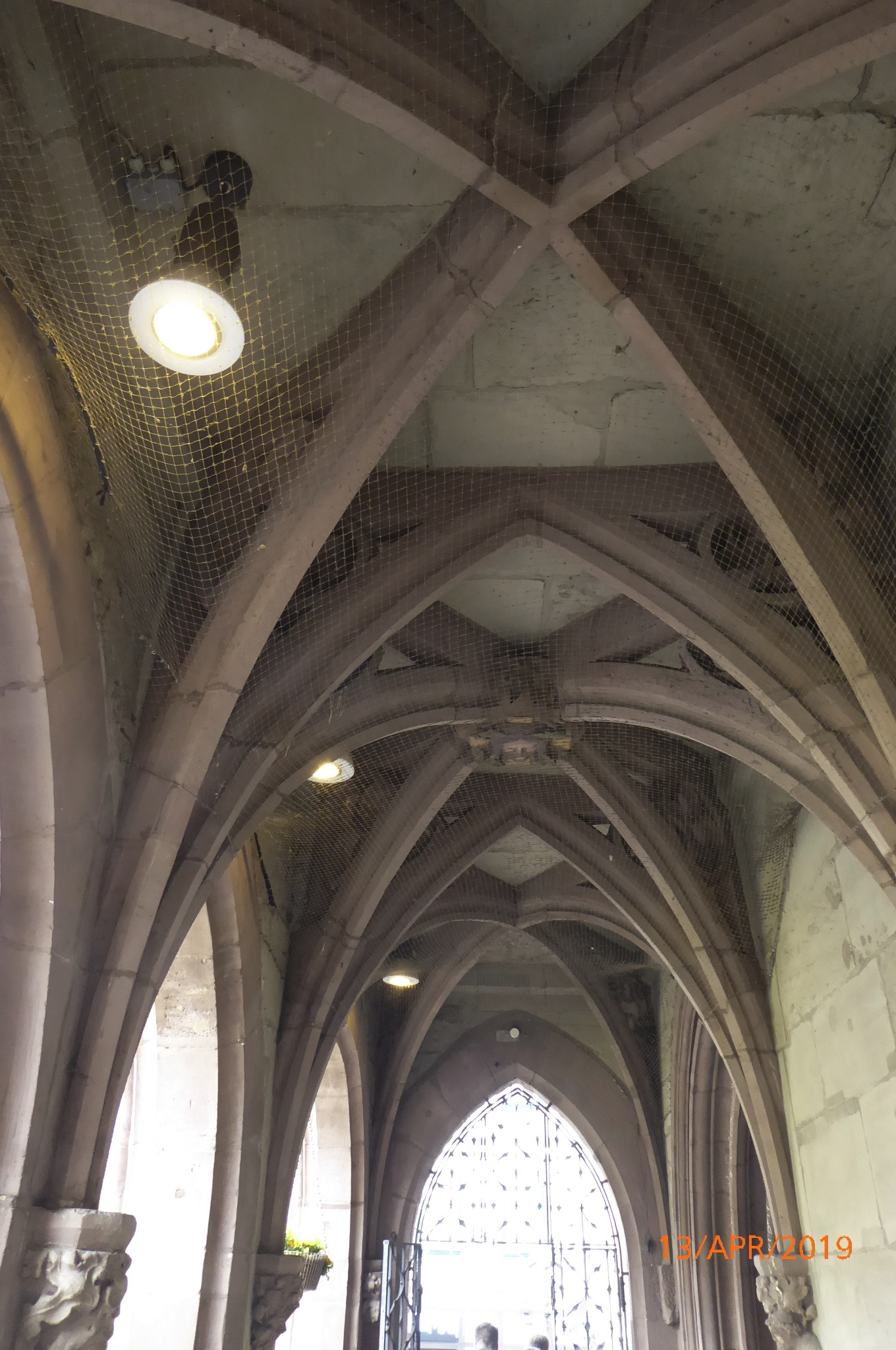
Rathauslaube mit Flachdach-Gewölbe (2019)
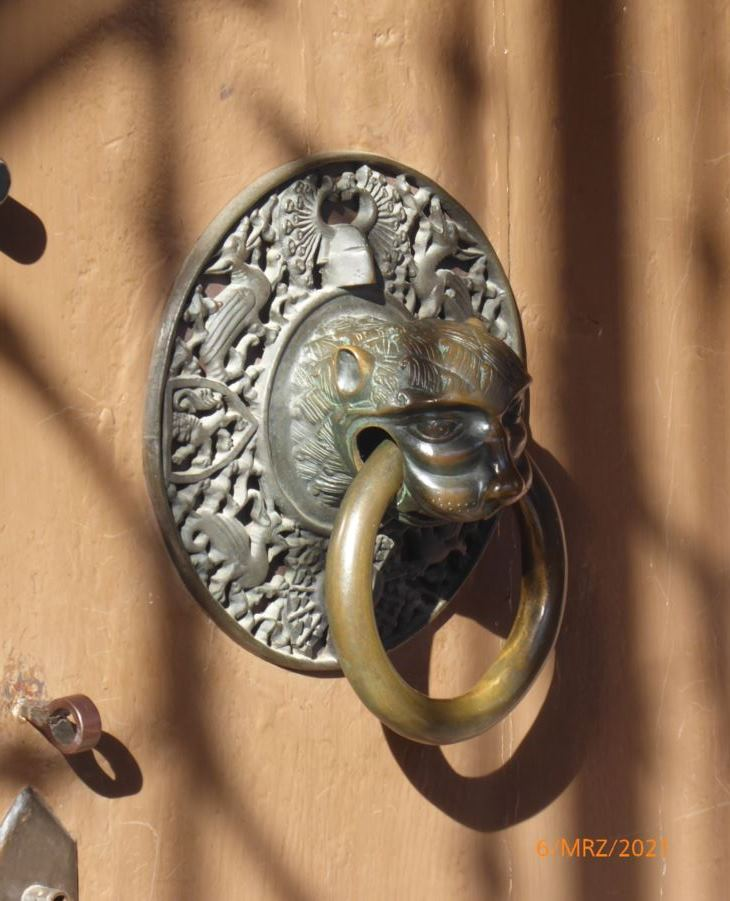
Türzieher aus der Zeit um 1300 am Portal zum Rathaussaal, Kopie (2021)
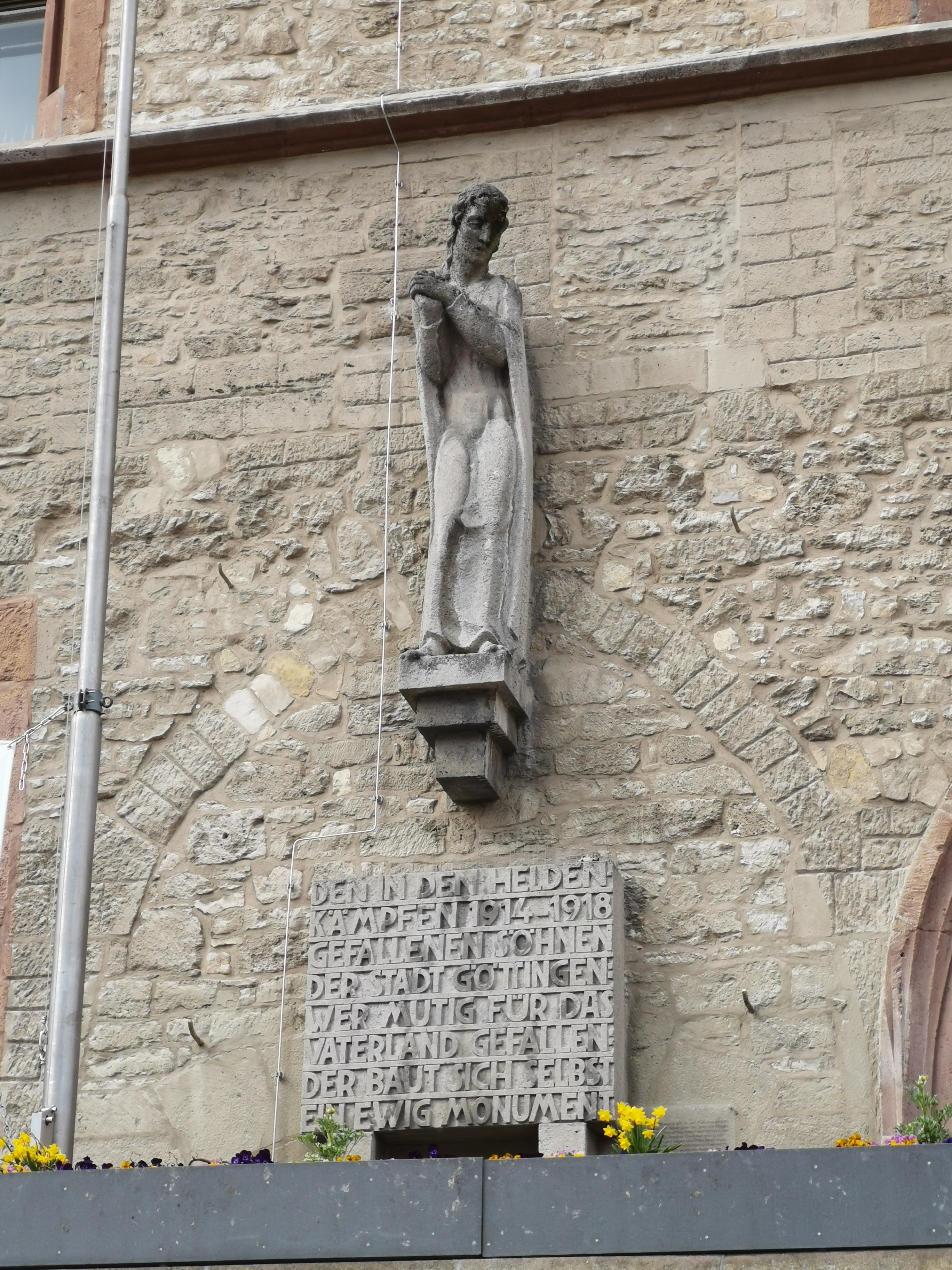
Gefallenenehrenmal von 1928 an der Ostfassade (2023)

## Rathaus-Inneres
Repräsentativer Mittelpunkt im Rathausinnern ist die zweischiffige, balkengedeckte Halle mit einer historisierenden Ausmalung von Hermann Schaper. Der Bilderschmuck verweist auf die Funktionen des Rathauses und die Vergangenheit der Stadt. Der Wappenfries unter der Decke deutet auf die ehemalige Verbindung Göttingens zum Hansebund. Hölzerne Einbauten (Treppe, Täfelung, Bänke in den Fensternischen) und Leuchter wurden nach Entwurf von Schaper geschaffen.
Die große Nische mit teilweise hölzernem Wimperg in der Mitte der Rathaushallen-Westwand entstand wohl um 1400 und soll ursprünglich als Fürstenloge gedient haben. Diese mittelalterliche Gestaltung und Funktion ist nicht mehr erkennbar, seit man die Nische mit einer 1928 eingeweihten Gedenktafel für die im Ersten Weltkrieg gefallenen Angestellten der Stadt Göttingen verkleidete. Die Gedenktafel wurde zuletzt während der Restaurierung von 1978–1981 abgenommen und offenbarte eine 1,92 m hohe und rund 1,20 m tiefe Nische.

Die ursprünglich gotischen Gewölbekeller sind vielfach verändert und den heutigen Gastronomienutzungen angepasst worden.

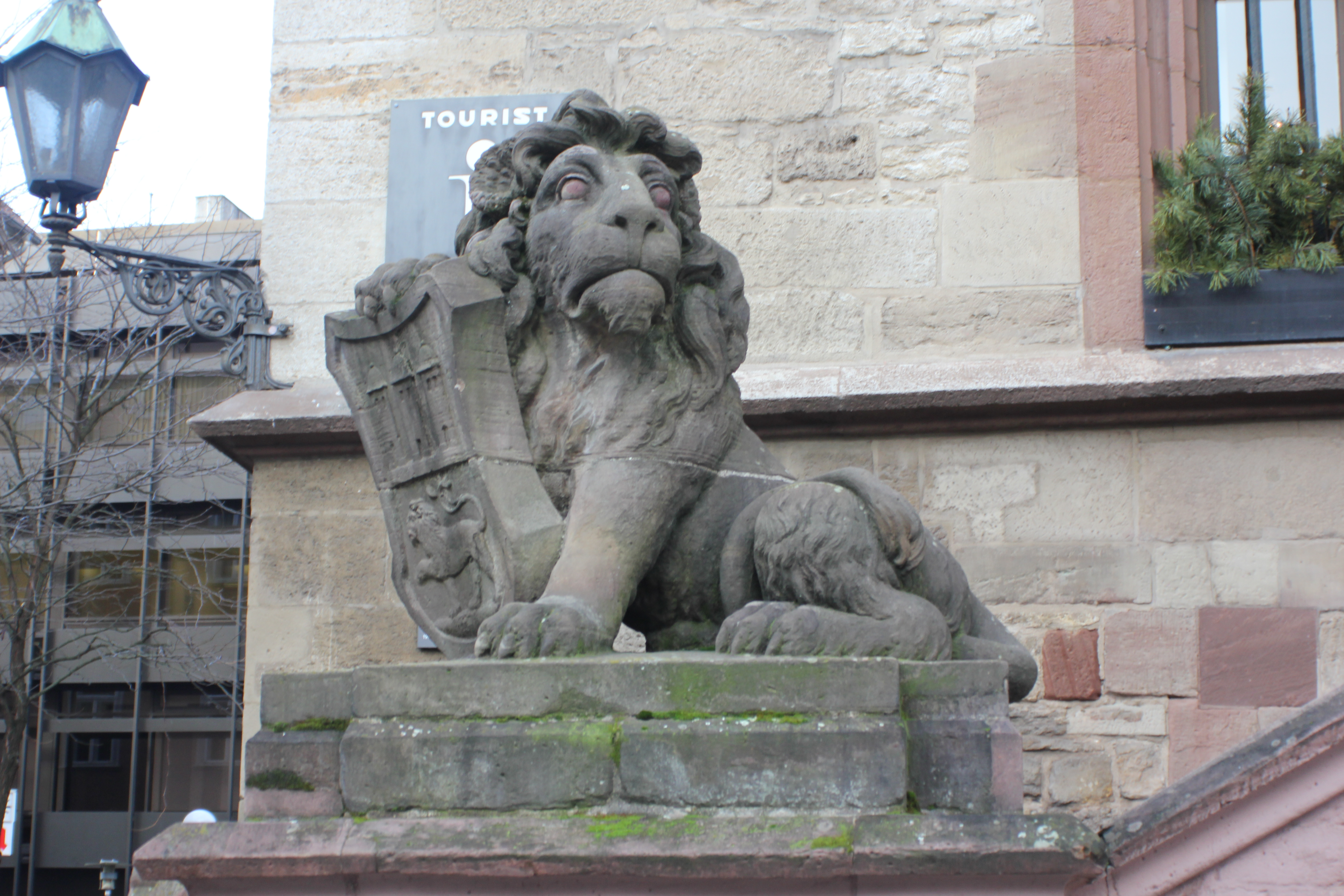
Löwe am Treppenaufgang (2012)

Malereien von Hermann Schaper in der Rathaushalle (Auswahl)
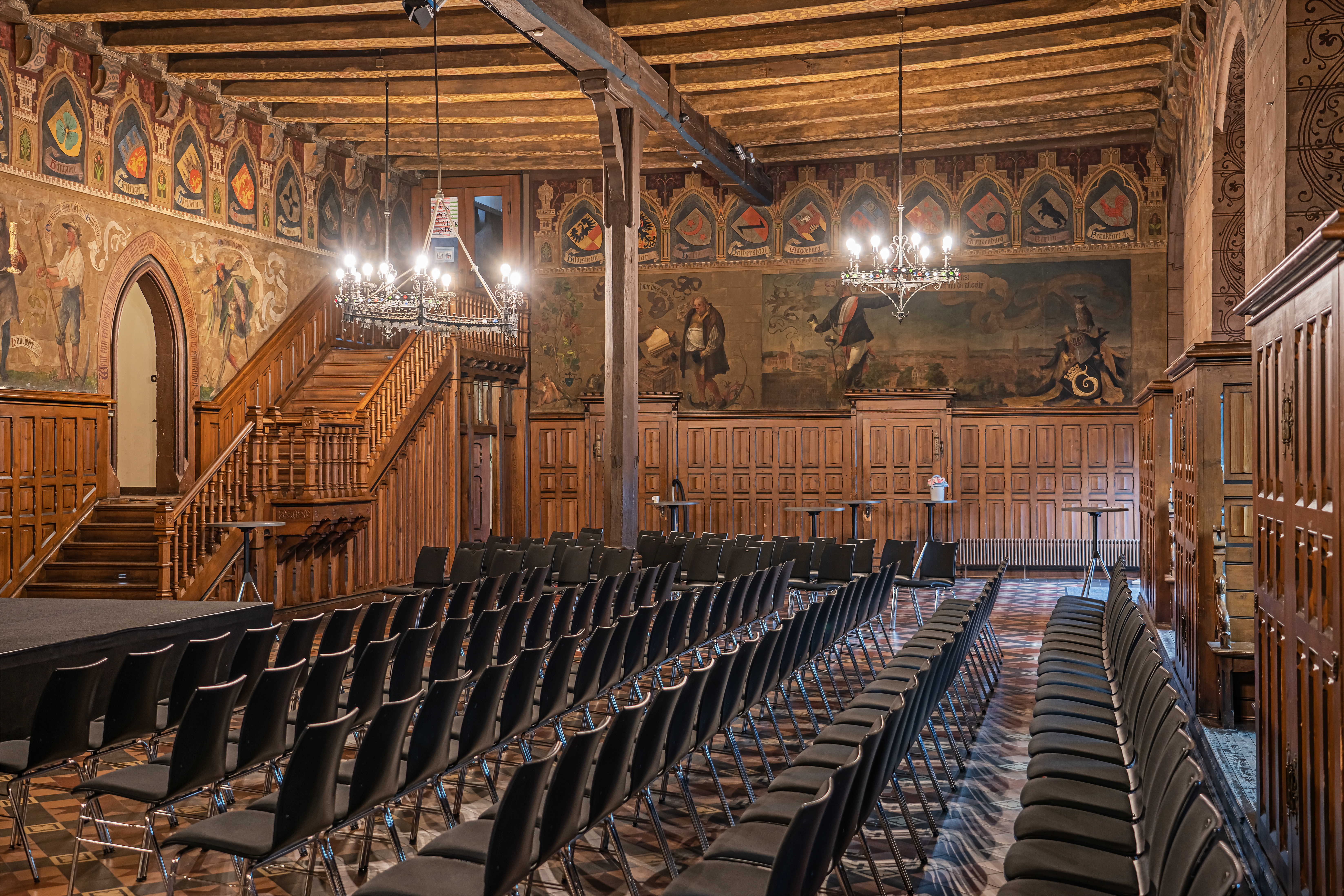
Blick in die Rathaushalle
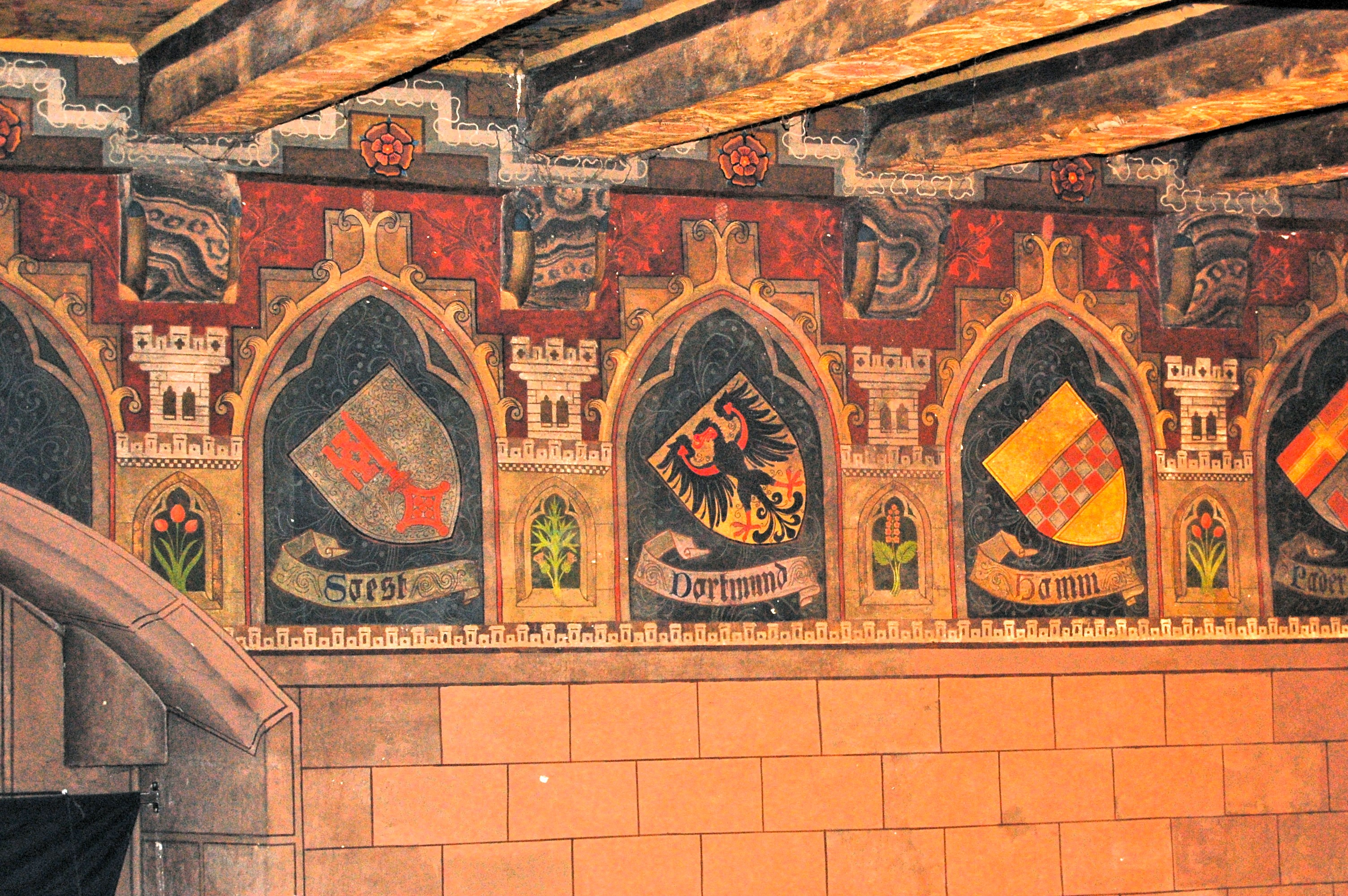
Wappenfries der Hansestädte
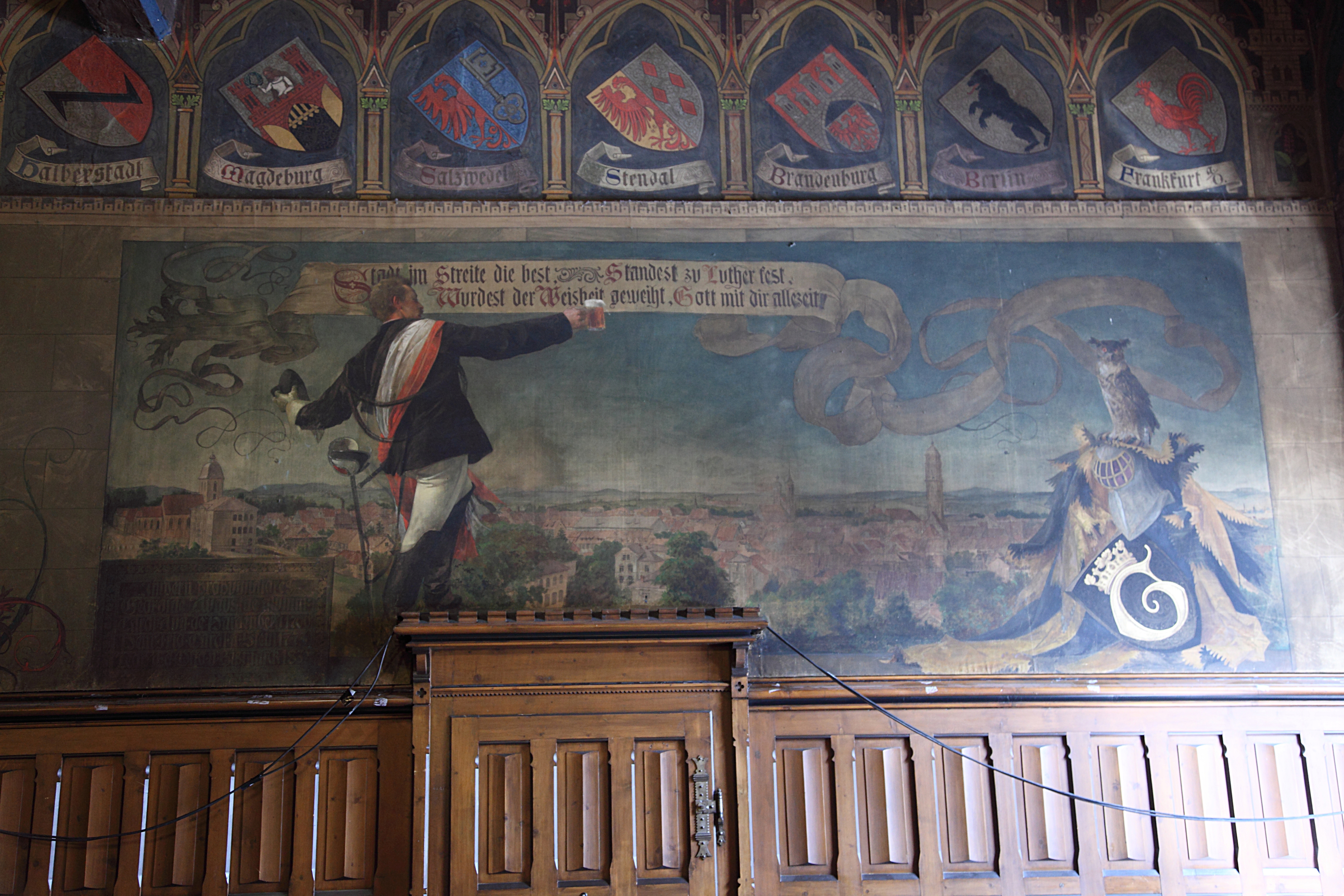
Student in Wichs vor dem Göttinger Panorama. Spruchband: Stadt im Streite die best. Standest zu Luther fest. Wurdest der Weisheit geweiht. Gott mit dir allezeit.
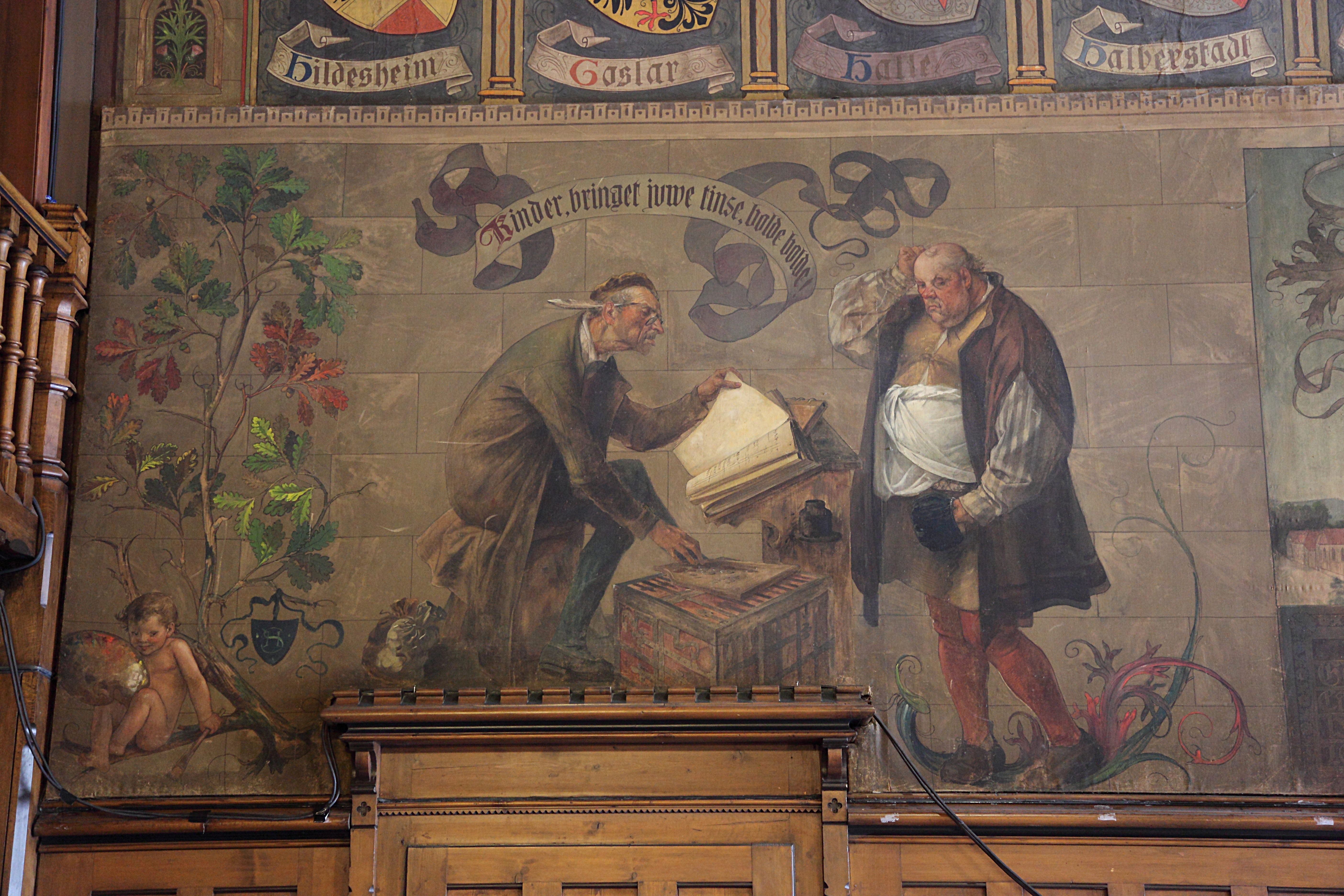
Steuerzahlung mit Kämmerer und Steuerzahler. Spruchband: Kinder, bringet iuwe tinse, bolde, bolde!
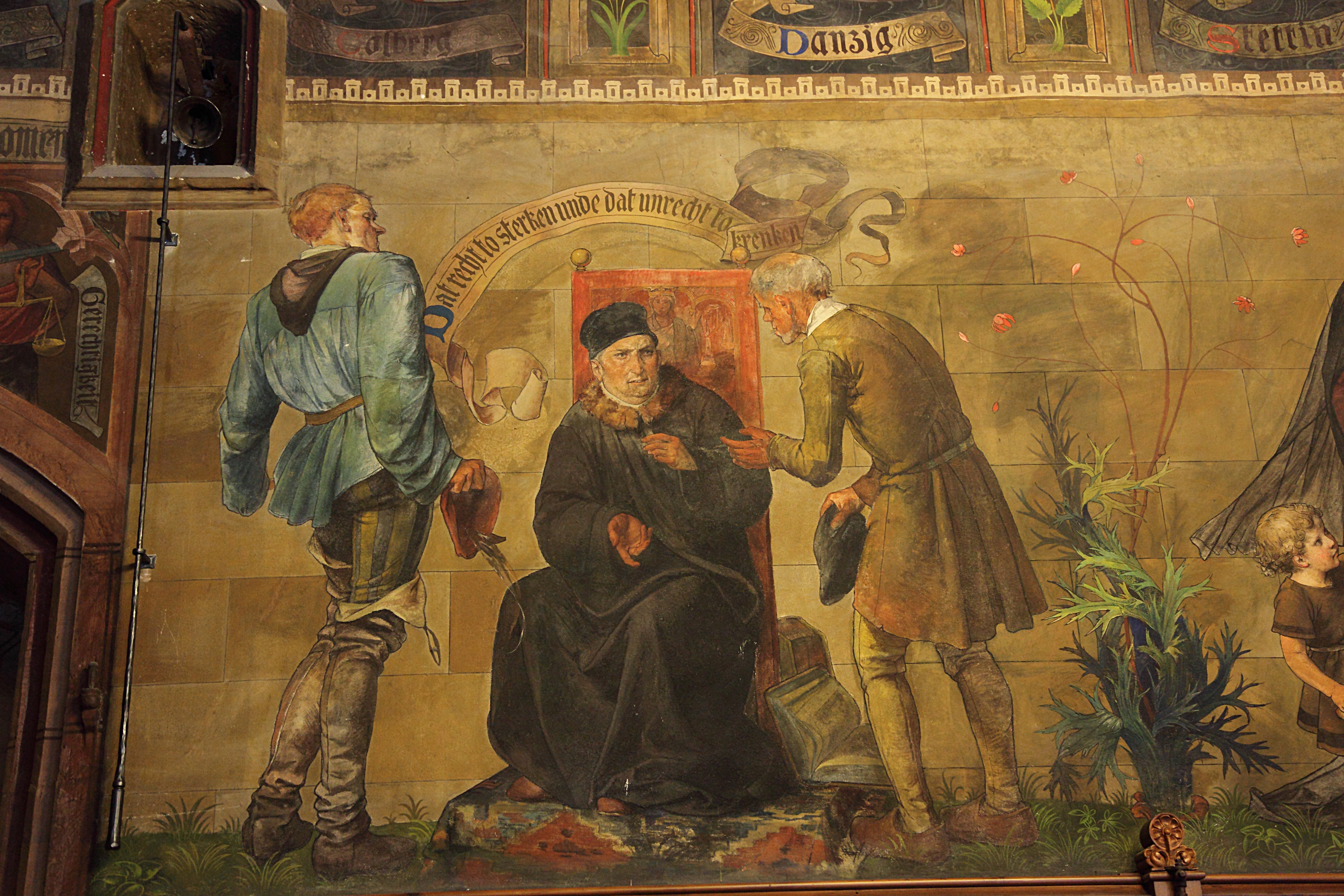
Gerichtsszene mit Angeklagtem, Richter und Kläger. Spruchband: Dat recht to sterken unde dat unrecht to krenken
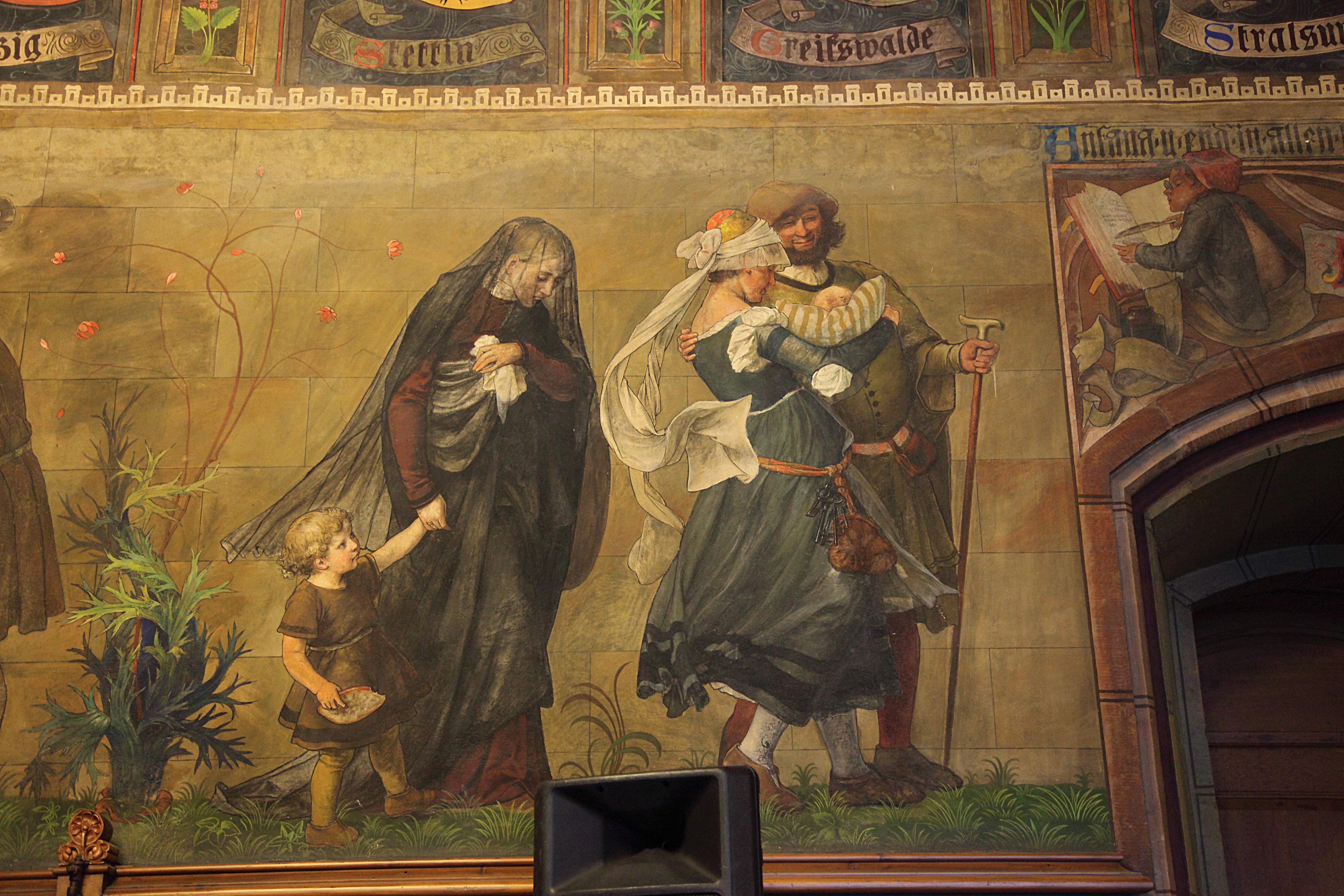
Standesamtszene: Witwe mit Kind, Paar mit Neugeborenem
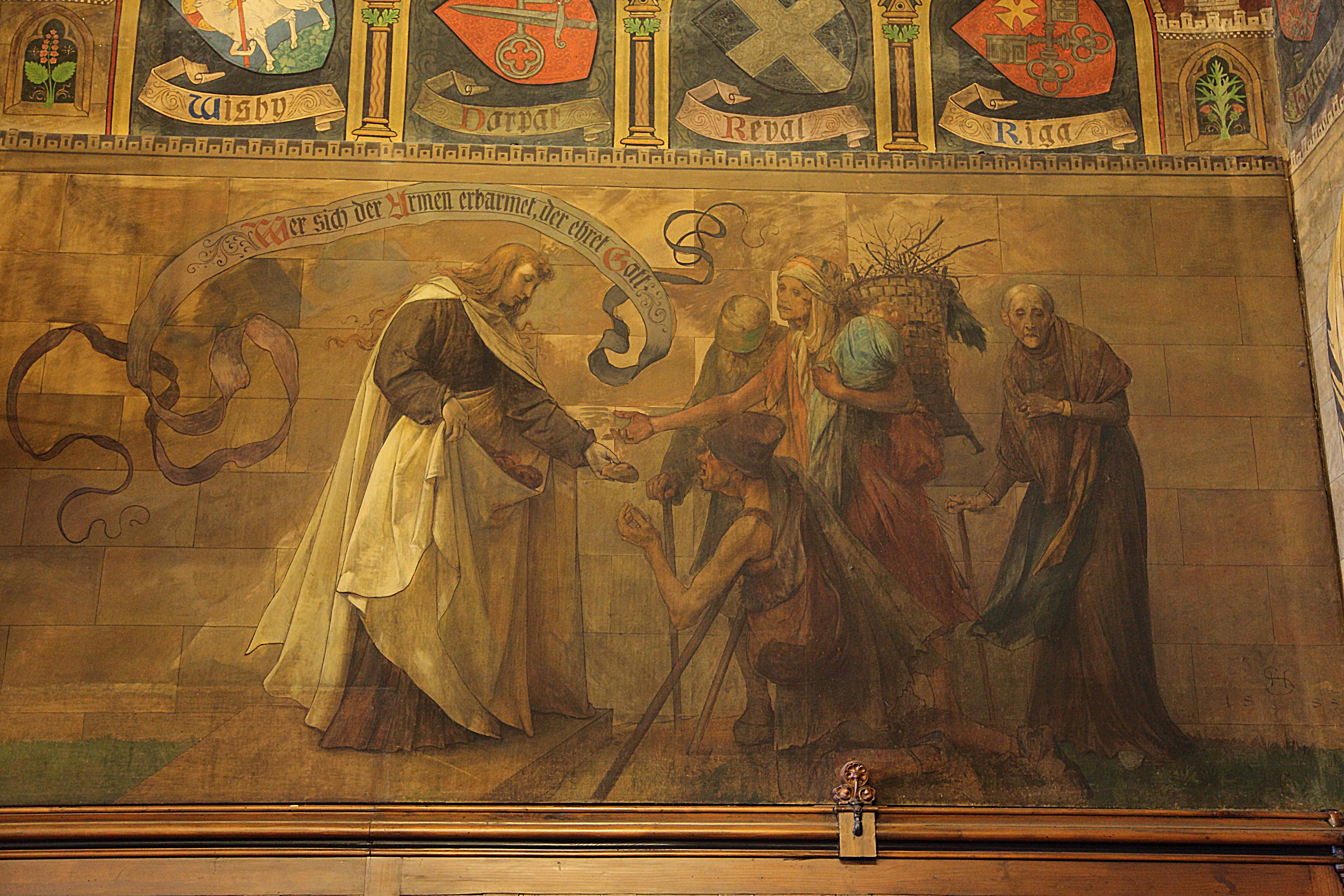
Almosen: Bettler erhalten Brot. Spruchband: Wer sich der Armen erbarmet, der ehret Gott
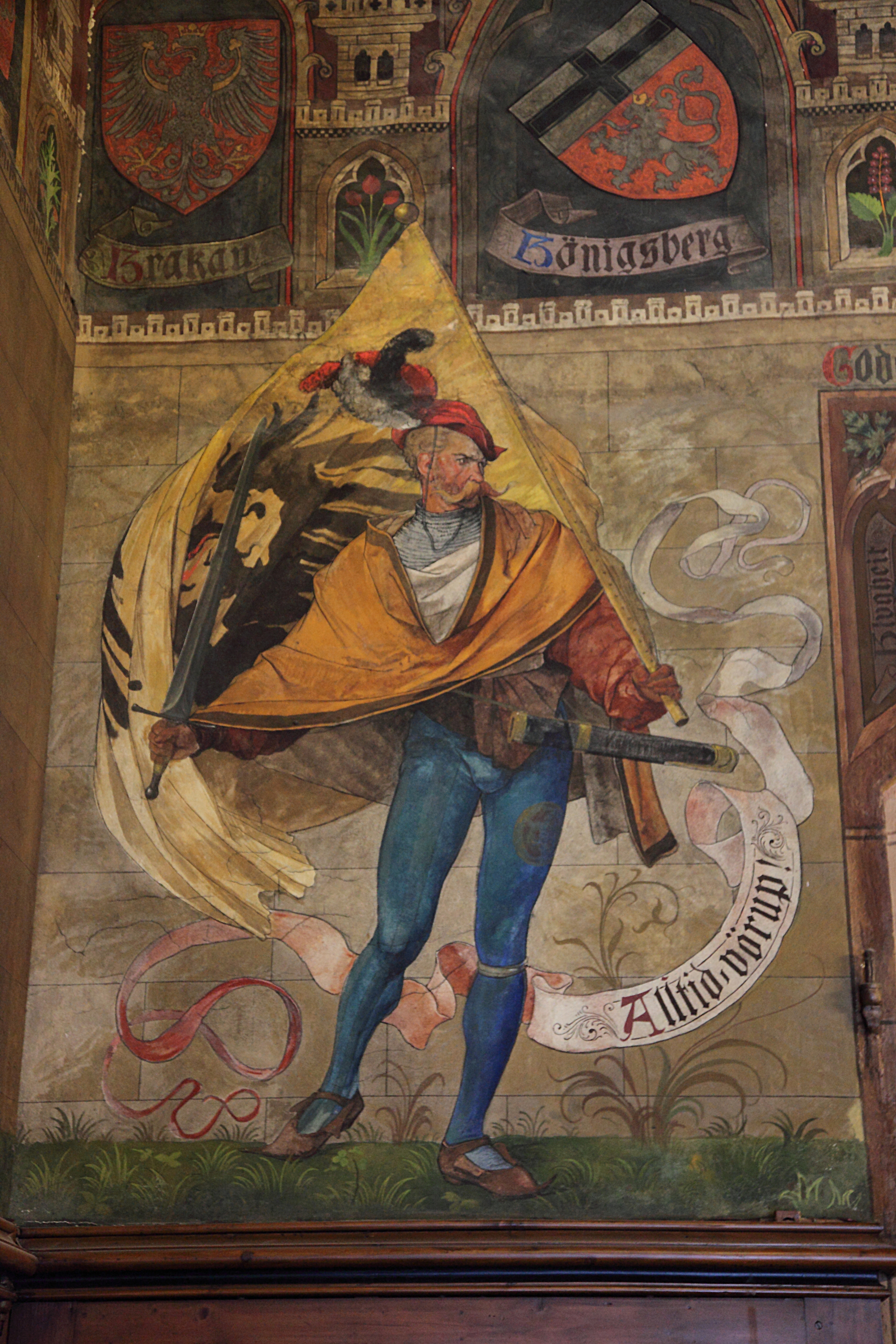
Landsknecht. Spruchband: Alltid vörup!
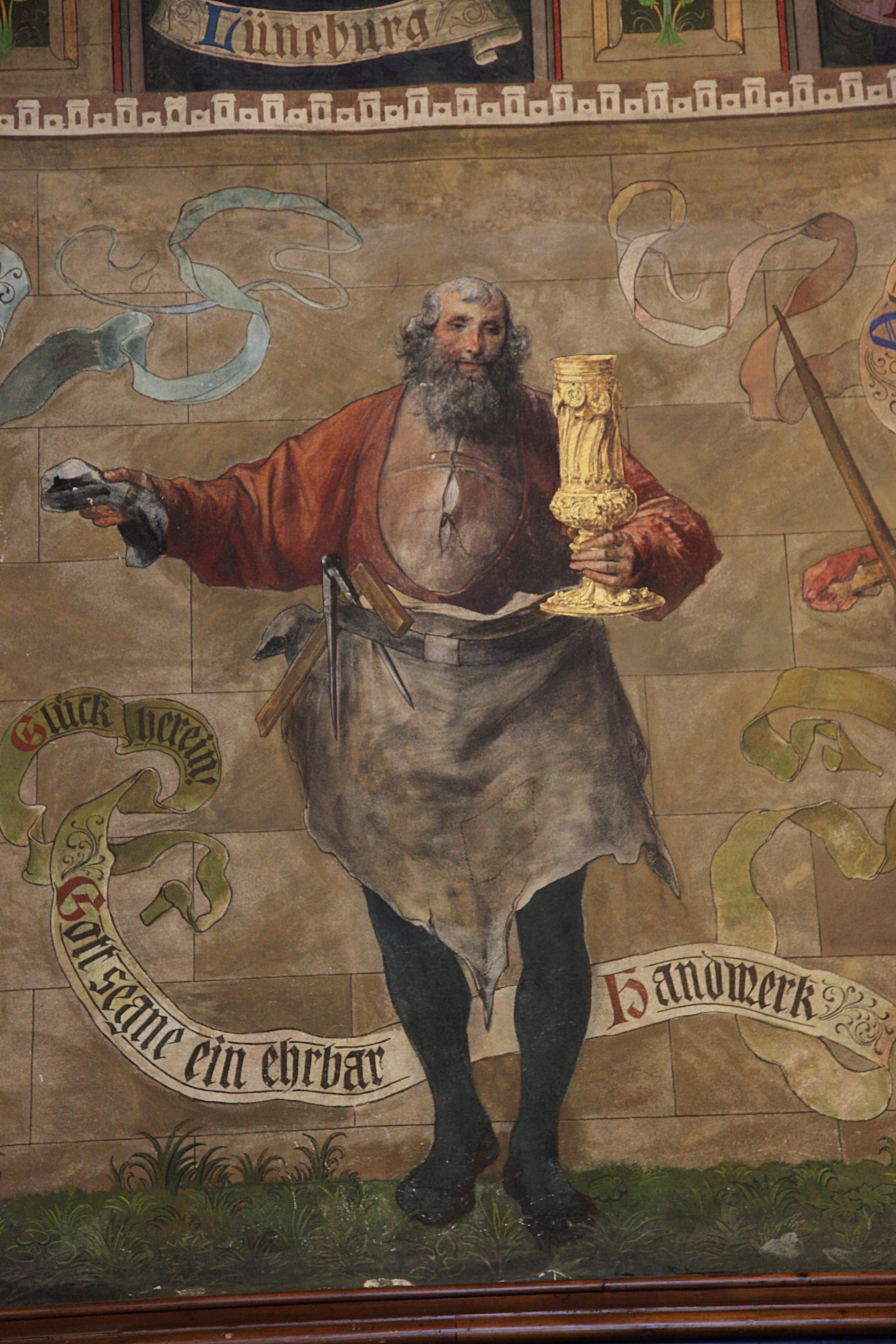
Handwerker. Spruchband: Gott segne ein ehrbar Handwerk
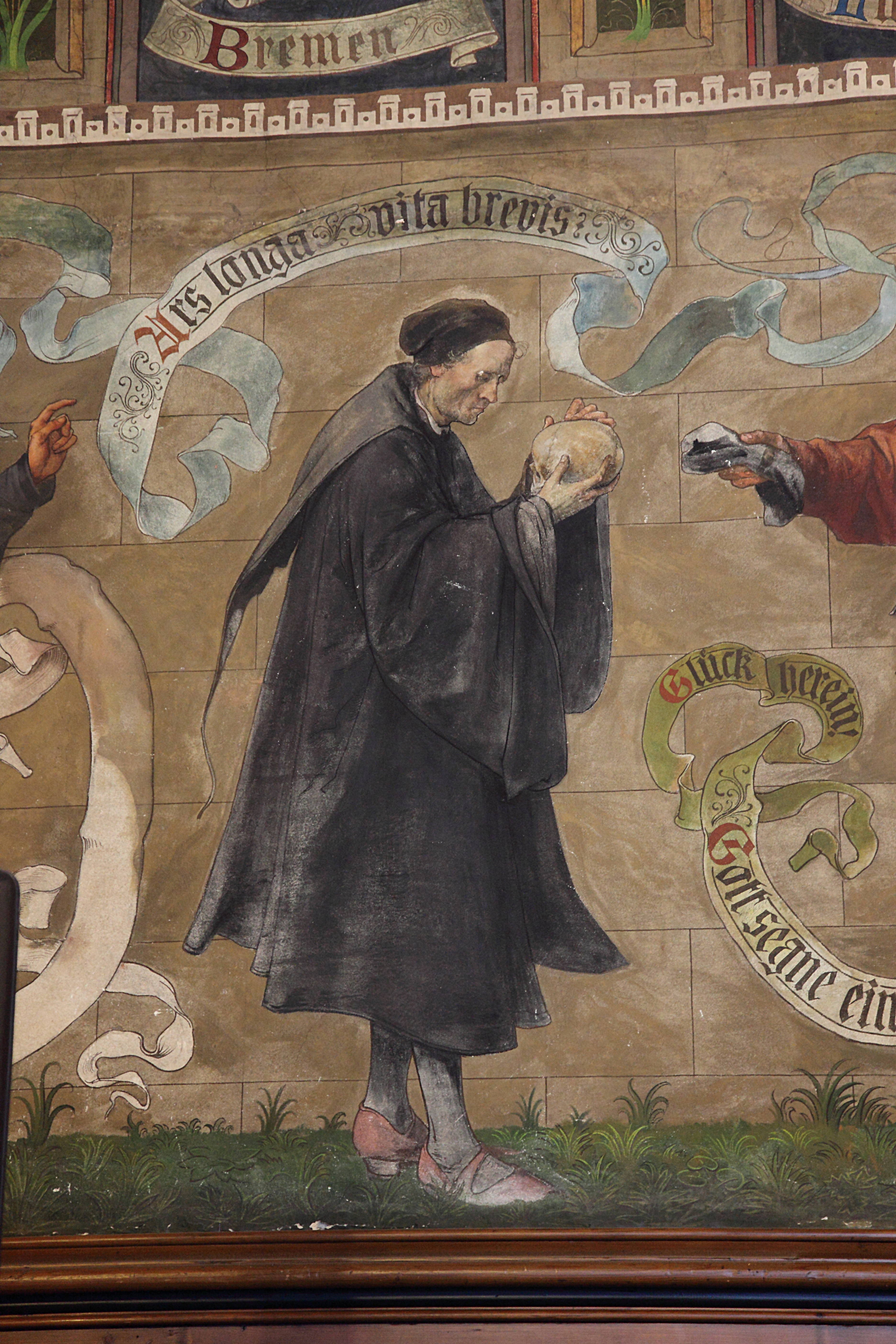
Gelehrter. Spruchband: Ars longa vita brevis
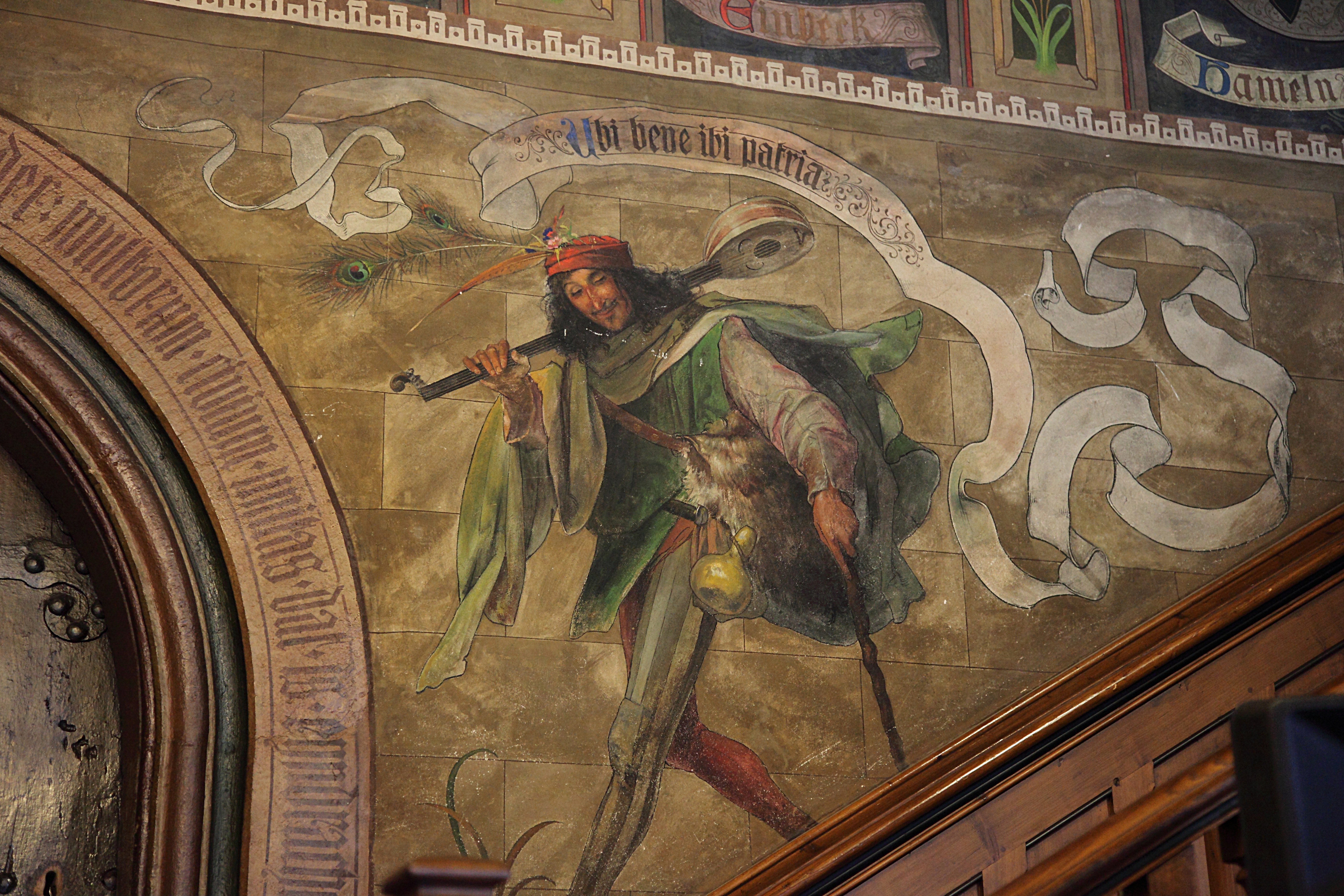
Fahrender Musiker. Spruchband: Ubi bene ibi patria
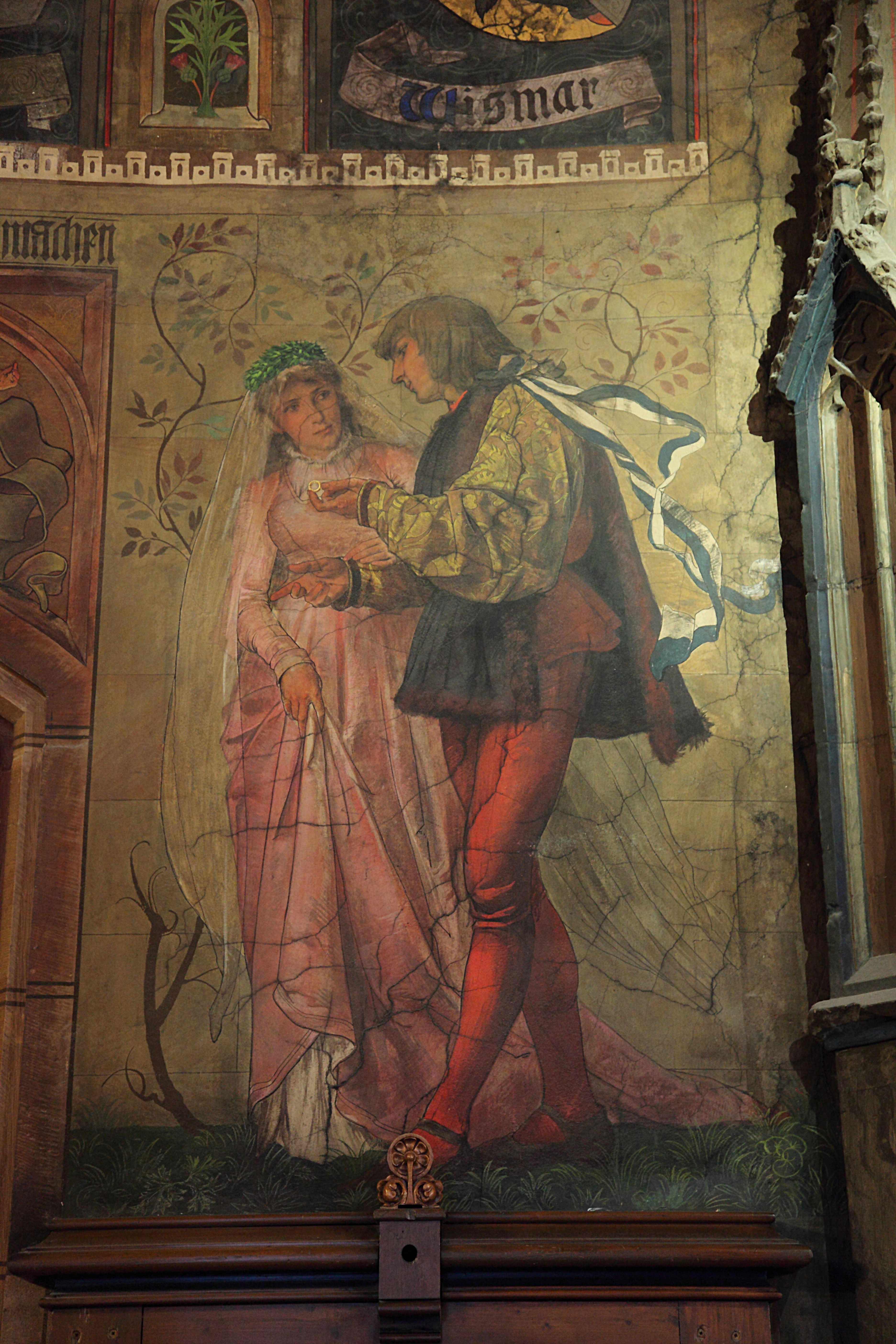
Brautpaar

## Sonstiges

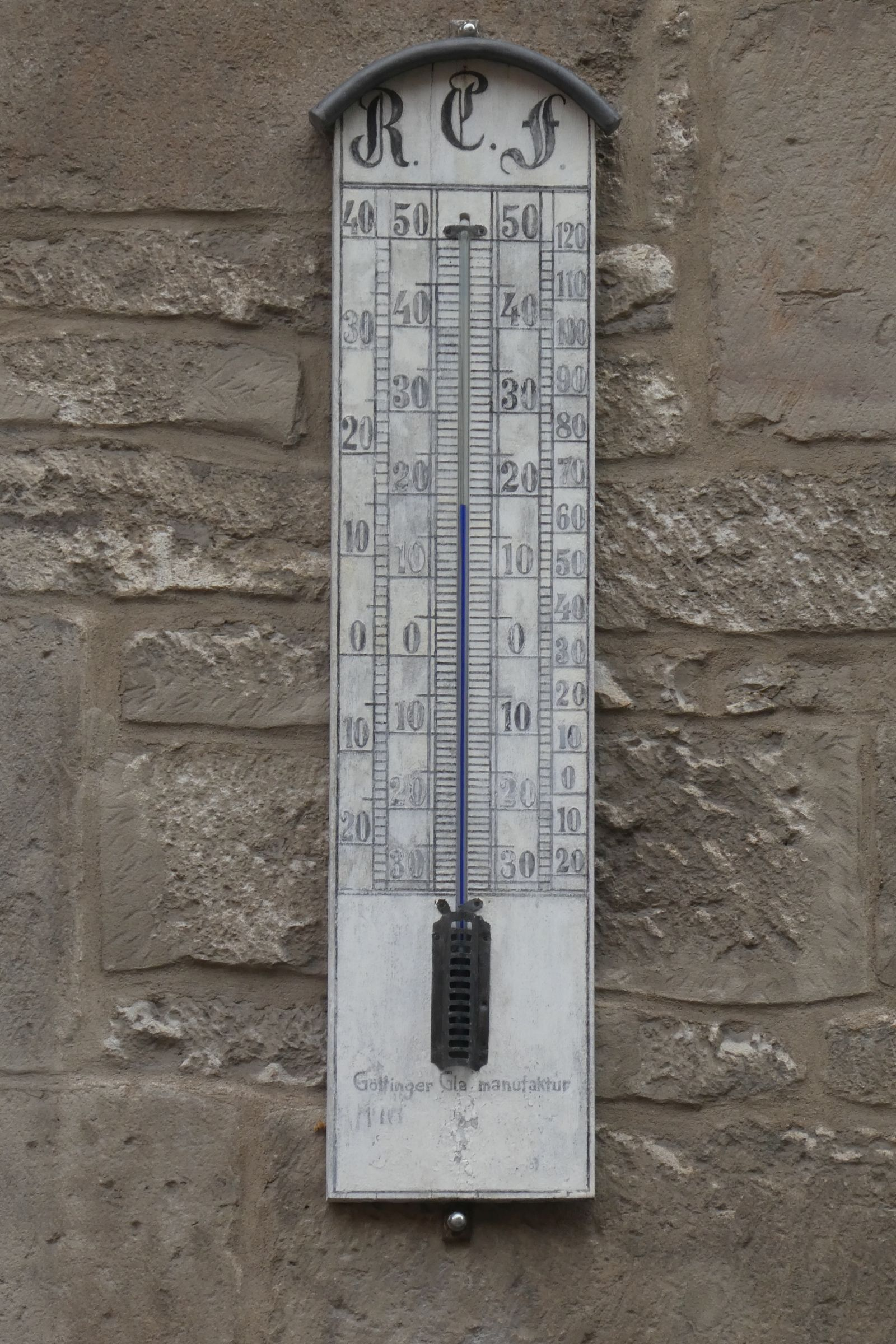
Thermometer an der Rathaus-Nordfassade

An der Nordfassade des Alten Rathauses befindet sich ein historisches öffentliches Thermometer, das noch aus dem 19. Jahrhundert stammt und rund einen Meter hoch ist. Es ist eines der wenigen erhaltenen Thermometer, das Temperaturskalen zugleich in Réaumur, Celsius und Fahrenheit anzeigt. Die Gradskala in Celsius wurde 1901 amtlich eingeführt.